# Ford Model C
Cet article concerne l'automobile produite de 1904 à 1905. Pour le modèle de 1933–1934 parfois appelé "Model C", voir Ford 1932.
La Ford Model C est une automobile produite par Ford. Introduite en 1904, il s'agissait d'une révision de la Ford A avec une apparence plus moderne. Elle avait un moteur légèrement plus puissant et un empattement plus long de 152 mm. Construite à l'usine Ford de l'avenue Piquette, c'était la voiture d'entrée de gamme de la gamme des modèles Ford, se situant sous la Ford B haut de gamme. La production s'est terminée en 1905 avec 800 voitures fabriquées; elle a été remplacée par le dérivé Ford Model F.
Les Model A et C ont été produites en même temps, mais la Model A pouvait également être achetée avec un moteur de Model C, une option appelée Ford AC. Le moteur de la Model C était un flat-twin donnant 8 ch (6 kW) au début et 10 ch (7 kW) en 1905, avec une vitesse de pointe revendiquée de (61 km/h. La Model C deux places était commercialisée en tant que "voiture de médecin" et vendue 850 $ US, comparé aux Oldsmobile Runabout à volume élevé de 650 $ US, Model A de Western Gale à 500 $ US et Success (en) à bas prix de 250 $ US. Elle offrait une option quatre places pour 100 $ de plus. La capote coûtait également un supplément: caoutchouc 30 $, cuir 50 $[citation nécessaire].
Bien que la Model C ait une « boîte » avant saillante comme sur une voiture moderne, contrairement à la Model A à devant plat, c'était purement ornemental - le moteur restait sous le siège (le réservoir d'essence était sous le capot).
La Model C a été le premier véhicule construit chez Ford du Canada Limitée.